# Amazon Lake (Indiana)
Der Amazon Lake ist ein kleiner Stausee im Owen County in Indiana. 
Er befindet sich im Montgomery Township nördlich der Stadt Spencer bzw. westlich von Gosport. Der ungefähr 900 m lange und 200 m breite Amazon Lake wird durch den aufgestauten Mill Creek gebildet.